# Mantoida fulgidipennis
Mantoida fulgidipennis es una especie de mantis de la familia Mantoididae.

## Distribución geográfica
Se encuentra en Brasil, Guayana Francesa y Surinam.